# Loveable
Pour plus de détails, voir Fiche technique et Distribution.
Loveable (Elskling) est un film norvégien réalisé par Lilja Ingolfsdottir, sorti en 2024.

## Synopsis
Maria doit gérer son travail et ses quatre enfants. Après une énième dispute, son mari Sigmund lui demande une pause dans leur relation.

## Fiche technique
- Titre : Loveable
- Titre original : Elskling
- Réalisation : Lilja Ingolfsdottir
- Scénario : Lilja Ingolfsdottir
- Photographie : Øystein Mamen
- Montage : Hilde Bjørnstad
- Production : Thomas Robsahm
- Société de production : Amarcord et Nordisk Film Production
- Société de distribution : Jour2Fête (France)
- Pays :  Norvège et  Suède
- Genre : Drame et romance
- Durée : 101 minutes
- Dates de sortie : 
  -  Norvège : 11 octobre 2024
  -  France : 18 juin 2025

## Distribution
- Helga Guren : Maria
- Oddgeir Thune : Sigmund
- Heidi Gjermundsen : la thérapeute
- Elisabeth Sand : la mère de Maria
- Maja Tothammer-Hruza : Alma, la fille de Maria
- Victor Roll Nordstoga : Mikael
- Solveig Nesle Stang Haugland : Stella

## Distinctions
Le film a été présenté en sélection officielle en compétition lors du Festival international du film de Karlovy Vary 2024 où il a reçu le prix spécial du jury et le Globe de cristal de la meilleure actrice pour Helga Guren.